# Milan Indoor 1983
Il Milan Indoor 1983 è stato un torneo di tennis giocato sul sintetico indoor. È stata la 6ª edizione del Milan Indoor, che fa parte del Volvo Grand Prix 1983. Si è giocato a Milano in Italia, dal 21 al 27 marzo 1983.

## Campioni

### Singolare
Ivan Lendl ha battuto in finale  Kevin Curren con il punteggio di 5–7, 6–3, 7–6

### Doppio
Tomáš Šmíd /  Pavel Složil hanno battuto in finale  Fritz Buehning /  Peter Fleming con il punteggio di 6–2, 5–7, 6–4